# Список птиц Азербайджана

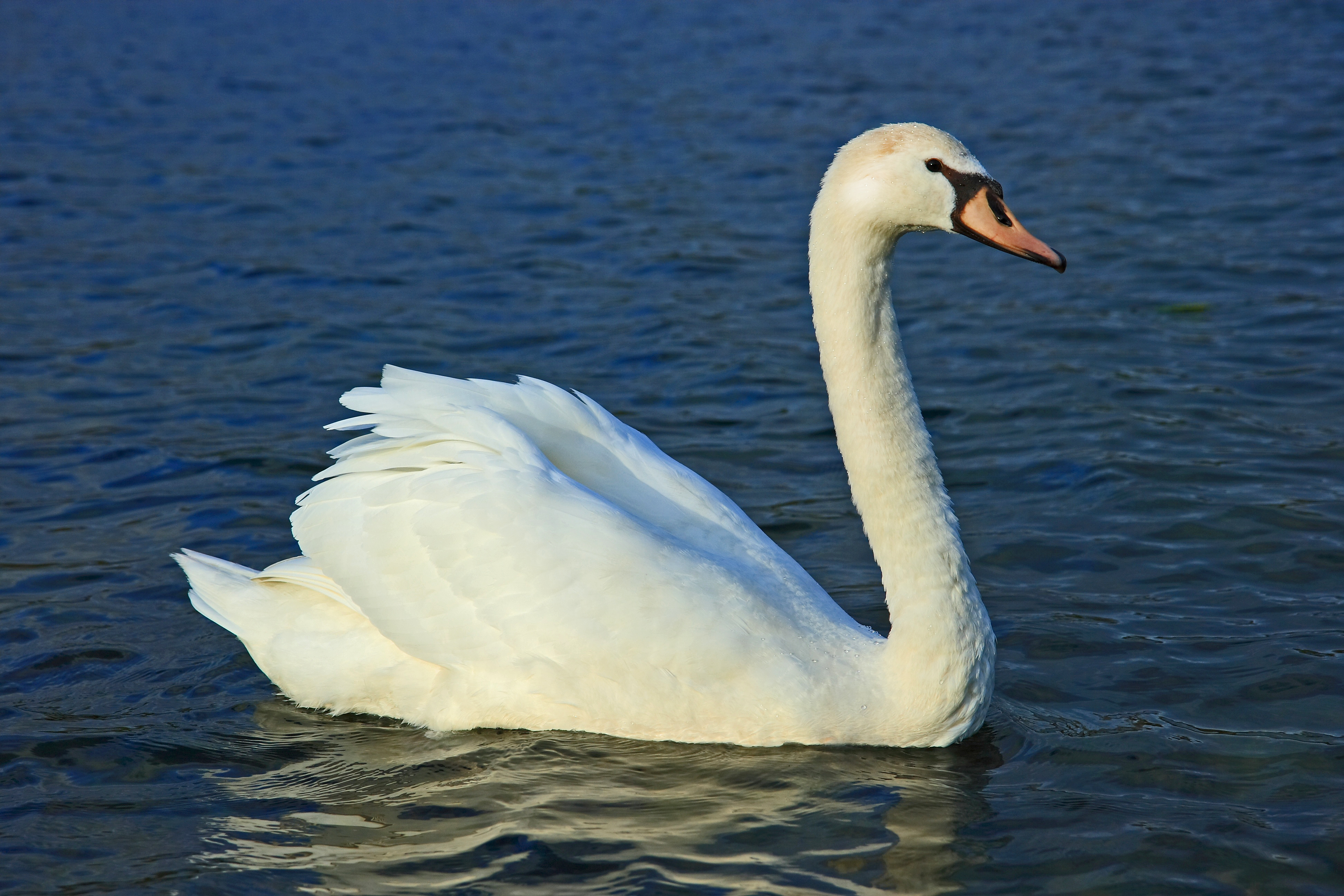
Лебедь-шипун — представитель птиц Азербайджана

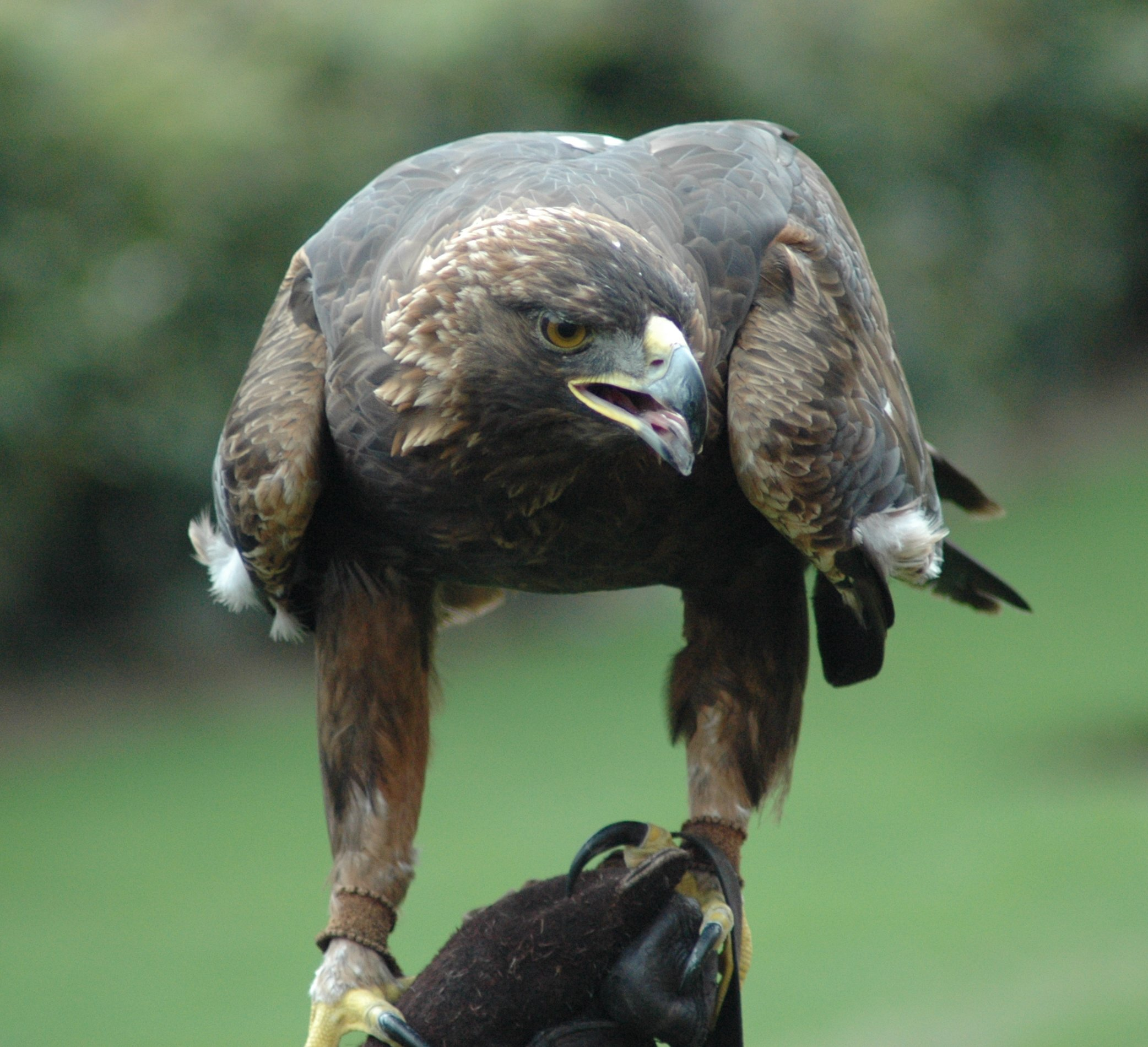
Беркут — представитель охотничьих птиц Азербайджана

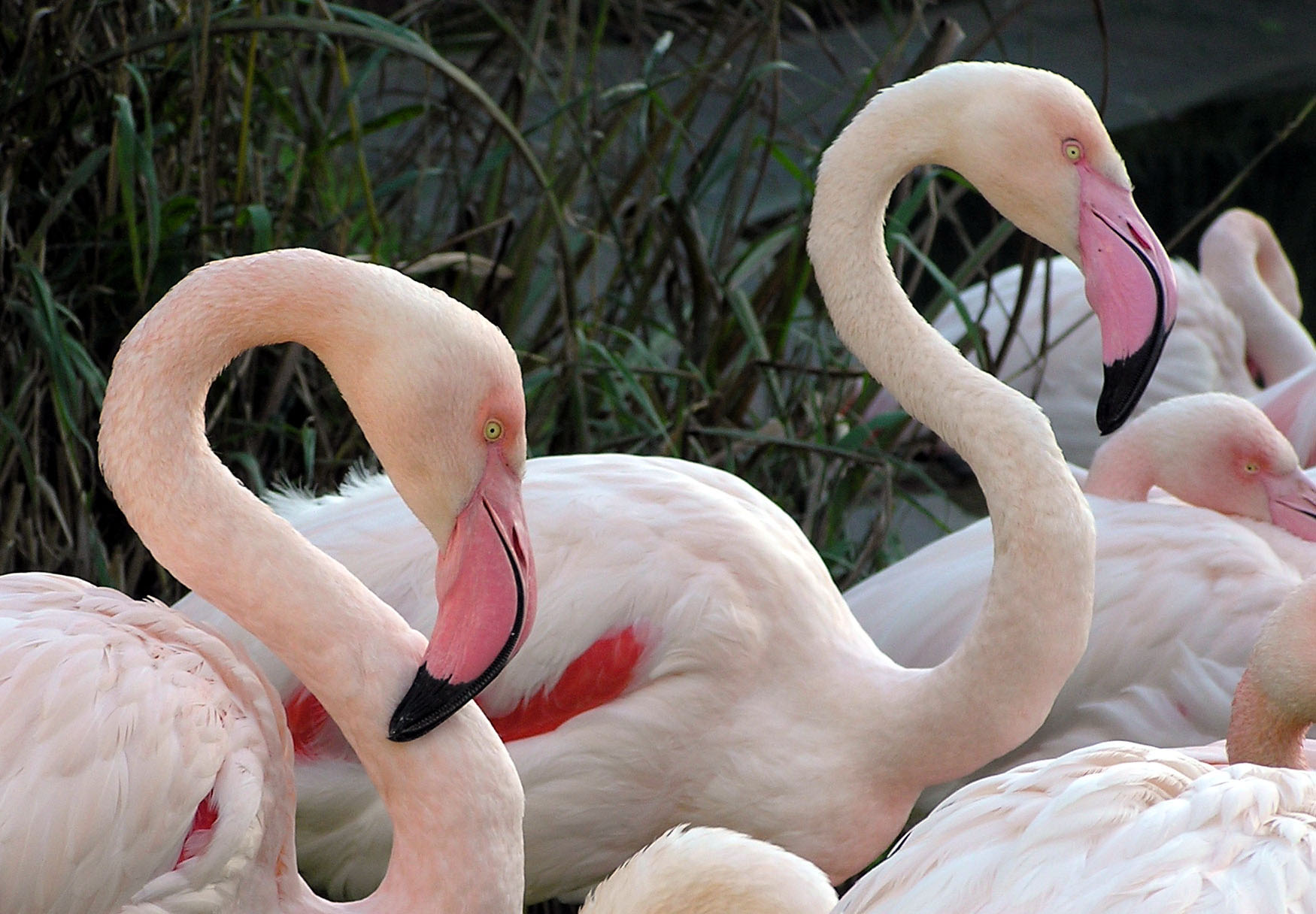
Обыкновенный фламинго — представитель перелетных птиц Азербайджана

Список птиц Азербайджана включает около 380 видов, а 9 были интродуцированы человеком.
Географическое расположение, геологические структуры, разнообразие почв, климата и растительного покрова изначально являлись важным условием формирования птичьего мира и его разнообразия. Азербайджанское сообщается с одной стороны с оринтофаунами западно-европейских, с другой стороны — переднеазиатских и средиземноморских стран. Это обстоятельство в значительной степени обуславливает разнообразие орнитофауны, которая составляет свыше 60 % позвоночных животных и представлена 380 видами.
Количество видов птиц, обитающих на территории Азербайджана, составляет 1/3 количества видов птиц, обитающих на территории Европы.
В Азербайджане зарегистрировано не менее 380 видов птиц, однако, в действительности их число выше. Так как до сих пор ещё не все виды (особенно пролетные и залетные) не выявлены. Кроме того, многие виды, расширяя ареал, вселяются на территорию страны, как это случилось в последние десятилетия[когда?] с кольчатой горлицами. Все эти птицы относятся к 18 отрядам и 61 семействам. Более 40 % всех видов — оседлые, то есть встречаются в Азербайджане круглый год. Около 27 % видов — зимующие и только свыше 10 % отмечаются лишь на пролёте. Азербайджан — одна из наиболее богатых птицами стран, ежегодно не менее несколько миллионов птиц (миграция птиц) пролетают через Азербайджан. Особенно выделяются численностью и разнообразием водно-болотные (водоплавающие и околоводные) птицы (не менее 144 видов). Через Азербайджан проходит один из самых мощных в Евразии пролетных путей птиц из Восточной Европы и Западной Сибири на Юг в Восточную Африку и Юго-Западную Азию и обратно.
| Отряды                                 | Количество видов |
| -------------------------------------- | ---------------- |
| Воробьиные (Passeriformes)             | 156              |
| Ржанкообразные (Charadriiformes)       | 65               |
| Соколообразные (Falconiformes)         | 37               |
| Гусеобразные (Anseriformes)            | 31               |
| Журавлеобразные (Gruiformes)           | 14               |
| Аистообразные (Ciconiiformes)          | 13               |
| Гагарообразные (Gaviiformes)           | 11               |
| Голубеобразные (Columbiformes)         | 8                |
| Дятлообразные (Piciformes)             | 8                |
| Курообразные (Galliformes)             | 8                |
| Совообразные (Strigiformes)            | 8                |
| Ракшеобразные (Coraciiformes)          | 6                |
| Поганкообразные (Podicipediformes)     | 5                |
| Веслоногие (Pelecaniformes)            | 4                |
| Стрижеобразные (Apodiformes)           | 3                |
| Кукушкообразные (Cuculiformes)         | 1                |
| Козодоеобразные (Caprimulgiformes)     | 1                |
| Фламингообразные (Phoenicopteriformes) | 1                |

В Красную книгу Азербайджана внесено 36 видов птиц, а 23 вида входят в Международную Красную Книгу:
скопа, орлан-белохвост, ястреб-тетеревятник, туркестанский тювик, степной орел, малый подорлик, орел-могильник, беркут, бородач, черный гриф, змееяд, степной лунь, балобан, сапсан, степная пустельга, дрофа, стрепет, джек, кавказский тетерев, каспийский улар, кавказский улар, турач, обыкновенный фазан, чернобрюхий рябок, белая трясогузка, гирканская гаичка, пустынный снегирь, кудрявый пеликан, розовый пеликан, малый баклан, колпица, черный аист, фламинго, краснозобая казарка, пискулька, лебедь-шипун, малый лебедь, мраморный чирок, белоглазый нырок, савка, белый журавль, коростель, султанская курица, кречетка, белохвостая пигалица, тонкоклювый кроншнеп, дупель, степная тиркушка.
Основные угрозами для увеличения популяций и численности птиц в Азербайджане — это сокращение местообитаний (вырубка лесов, осушение водоемов, распашка открытых пространств), незаконная охота (браконьерство), факторы беспокойства (интенсивный выпас скота, частые посещения людьми мест гнездования и отдыха и т. д.), добыча и транспортировка нефти (нефтяные разливы, работающие буровые установки и т. д.), особенно на море, линии электропередачи и другие.

## Список птиц Азербайджана

### Отряд:Гагарообразные(Gaviiformes)

#### Гагаровые(Gaviidae)
- Чернозобая гагара (Gavia arctica)
- Краснозобая гагара (Gavia stellata)

### Отряд:Поганкообразные(Podicipediformes)

#### Поганковые(Podicipedidae)
- Малая поганка (Tachybaptus ruficollis)
- Красношейная поганка (Podiceps auritus)
- Большая поганка (Podiceps cristatus)
- Серощёкая поганка (Podiceps grisegena)
- Черношейная поганка (Podiceps nigricollis)

### Отряд:Пеликанообразные(Pelecaniformes)

#### Пеликановые(Pelecanidae)
- Розовый пеликан (Pelecanus onocrotalus)
- Кудрявый пеликан (Pelecanus crispus)

#### Баклановые(Phalacrocoracidae)
- Большой баклан (Phalacrocorax carbo)
- Малый баклан (Phalacrocorax pygmaeus)

### Отряд:Аистообразные(Ciconiiformes)

#### Цаплевые(Ardeidae)
- Большая белая цапля (Ardea alba)
- Серая цапля (Ardea cinerea)
- Рыжая цапля (Ardea purpurea)
- Жёлтая цапля (Ardeola ralloides)
- Большая выпь (Botaurus stellaris)
- Египетская цапля (Bubulcus ibis)
- Малая белая цапля (Egretta garzetta)
- Обыкновенная кваква (Nycticorax nycticorax)

#### Аистовые(Ciconiidae)
- Белый аист (Ciconia ciconia)
- Чёрный аист (Ciconia nigra)

#### Ибисовые(Threskiornithidae)
- Обыкновенная колпица (Platalea leucorodia)
- Каравайка (Plegadis falcinellus)
- Священный ибис (Threskiornis aethiopicus)

### Отряд:Фламингообразные(Phoenicopteriformes)

#### Фламинговые(Phoenicopteridae)
- Обыкновенный фламинго (Phoenicopterus roseus)

### Отряд:Гусеобразные(Anseriformes)

#### Утиные(Anatidae)
- Шилохвость (Anas acuta)
- Широконоска (Anas clypeata)
- Чирок-свистунок (Anas crecca)
- Свиязь (Anas penelope)
- Кряква (Anas platyrhynchos)
- Чирок-трескунок (Anas querquedula)
- Серая утка (Anas strepera)
- Белолобый гусь (Anser albifrons)
- Серый гусь (Anser anser)
- Пискулька (Anser erythropus)
- Красноголовый нырок (Aythya ferina)
- Хохлатая чернеть (Aythya fuligula)
- Морская чернеть (Aythya marila)
- Белоглазый нырок (Aythya nyroca)
- Краснозобая казарка (Branta ruficollis)
- Обыкновенный гоголь (Bucephala clangula)
- Белый гусь (Chen caerulescens)
- Морянка (Clangula hyemalis)
- Американский лебедь (Cygnus columbianus)
- Лебедь-кликун (Cygnus cygnus)
- Лебедь-шипун (Cygnus olor)
- Мраморный чирок (Marmaronetta angustirostris)
- Турпан (Melanitta fusca)
- Синьга (Melanitta nigra)
- Луток (Mergellus albellus)
- Большой крохаль (Mergus merganser)
- Длинноносый крохаль (Mergus serrator)
- Красноносый нырок (Netta rufina)
- Савка (Oxyura leucocephala)
- Огарь (Tadorna ferruginea)
- Пеганка (Tadorna tadorna)

### Отряд:Соколообразные(Falconiformes)

#### Скопиные(Pandionidae)
- Скопа (Pandion haliaetus)

#### Ястребиные(Accipitridae)

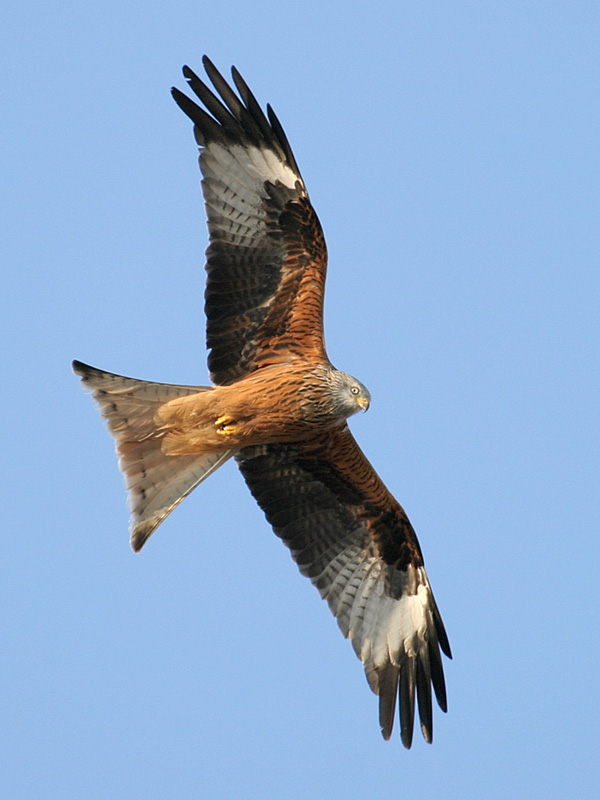
Красный коршун

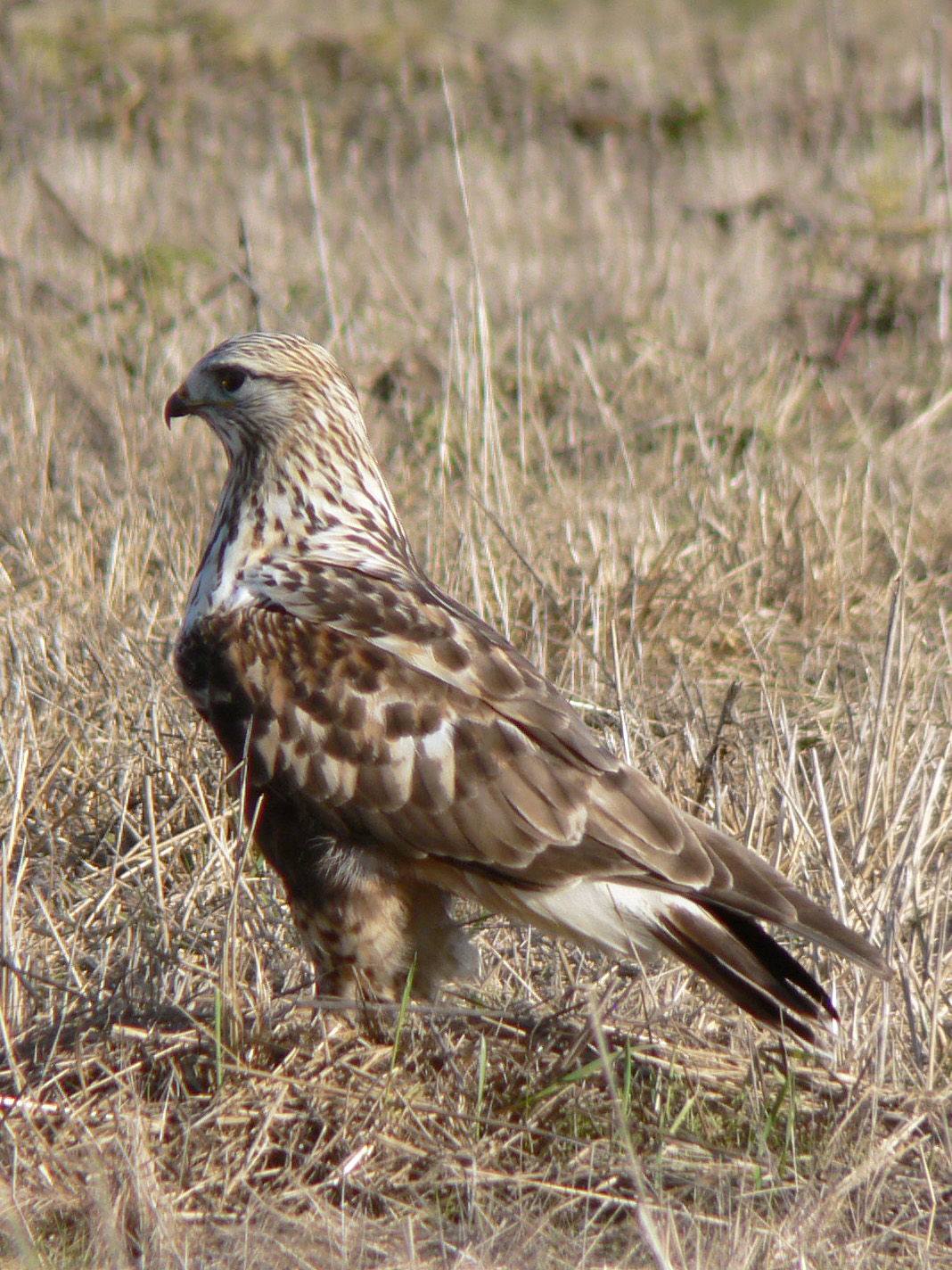
Мохноногий канюк

- Туркестанский тювик (Accipiter badius)
- Европейский тювик (Accipiter brevipes)
- Ястреб-перепелятник (Accipiter nisus)
- Ястреб-тетеревятник (Accipiter gentilis)
- Чёрный гриф (Aegypius monachus)
- Беркут (Aquila chrysaetos)
- Большой подорлик (Aquila clanga)
- Ястребиный орёл (Aquila fasciatus)
- Могильник (Aquila heliaca)
- Степной орёл (Aquila nipalensis)
- Орёл-карлик (Aquila pennatus)
- Малый подорлик (Aquila pomarina)
- Обыкновенный канюк (Buteo buteo)
- Мохноногий канюк (Buteo lagopus)
- Курганник (Buteo rufinus)
- Змееяд (Circaetus gallicus)
- Болотный лунь (Circus aeruginosus)
- Полевой лунь (Circus cyaneus)
- Степной лунь (Circus macrourus)
- Луговой лунь (Circus pygargus)
- Белоголовый сип (Gyps fulvus)
- Бородач (Gypaetus barbatus)
- Орлан-белохвост (Haliaeetus albicilla)
- Орлан-долгохвост  (Haliaeetus leucoryphus)
- Красный коршун (Milvus milvus)
- Чёрный коршун (Milvus migrans)
- Обыкновенный стервятник (Neophron percnopterus)
- Обыкновенный осоед (Pernis apivorus)

#### Соколиные(Falconidae)

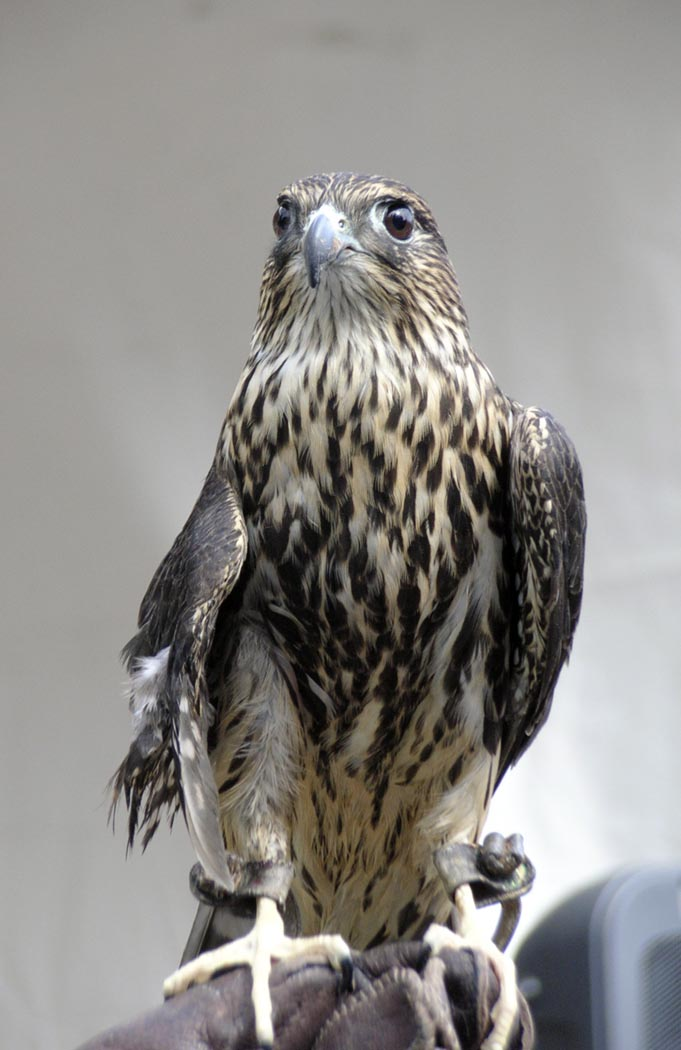
Дербник

- Средиземноморский сокол (Falco biarmicus)
- Балобан (Falco cherrug)
- Дербник (Falco columbarius)
- Степная пустельга (Falco naumanni)
- Сапсан (Falco peregrinus)
- Чеглок (Falco subbuteo)
- Обыкновенная пустельга (Falco tinnunculus)
- Кобчик (Falco vespertinus)

### Отряд:Курообразные(Galliformes)

#### Фазановые(Phasianidae)
- Азиатский кеклик (Alectoris chukar)
- Обыкновенный перепел (Coturnix coturnix)
- Турач (Francolinus francolinus)
- Серая куропатка (Perdix perdix)
- Обыкновенный фазан (Phasianus colchicus)
- Кавказский тетерев (Tetrao mlokosiewiczi)
- Каспийский улар (Tetraogallus caspius)
- Кавказский улар (Tetraogallus caucasicus)

### Отряд:Журавлеобразные(Gruiformes)

#### Журавлиные(Gruidae)
- Журавль-красавка (Anthropoides virgo)
- Серый журавль (Grus grus)
- Стерх (Grus leucogeranus)

#### Пастушковые(Rallidae)

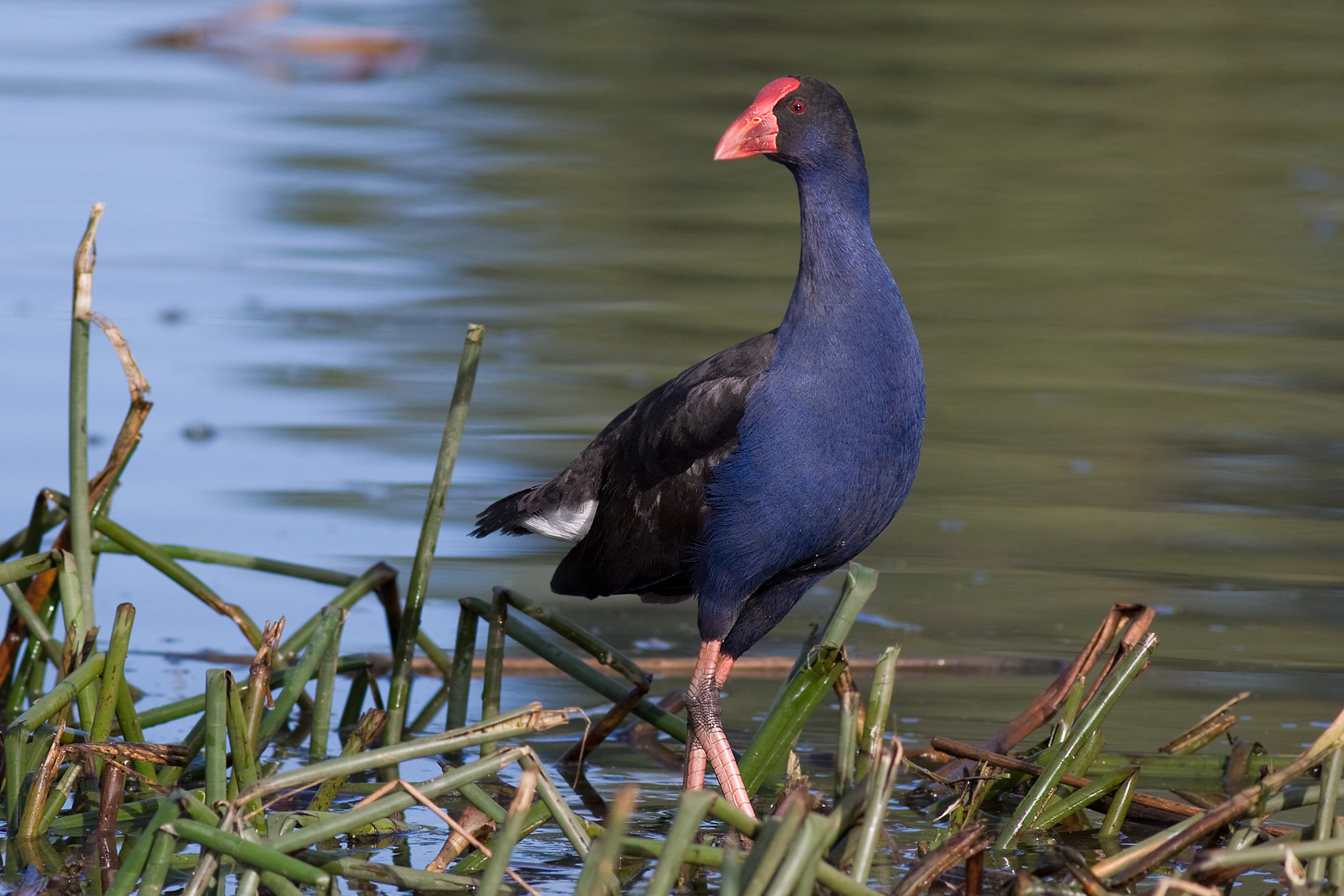
Султанка

- Коростель (Crex crex)
- Лысуха (Fulica atra)
- Камышница (Gallinula chloropus)
- Султанка (Porphyrio porphyrio)
- Малый погоныш (Porzana parva)
- Погоныш (Porzana porzana)
- Погоныш-крошка (Porzana pusilla)
- Водяной пастушок (Rallus aquaticus)

#### Дрофиные(Otididae)
- Вихляй (Chlamydotis undulata)
- Дрофа (Otis tarda)
- Стрепет (Tetrax tetrax)

### Отряд:Ржанкообразные(Charadriiformes)

#### Кулики-сороки(Haematopodidae)
- Кулик-сорока (Haematopus ostralegus)

#### Шилоклювковые(Recurvirostridae)
- Ходулочник (Himantopus himantopus)
- Шилоклювка (Recurvirostra avosetta)

#### Авдотки(Burhinidae)
- Авдотка (Burhinus oedicnemus)

#### Тиркушковые(Glareolidae)
- Степная тиркушка (Glareola nordmanni)
- Луговая тиркушка (Glareola pratincola)

#### Ржанковые(Charadriidae)
- Морской зуёк (Charadrius alexandrinus)
- Каспийский зуёк (Charadrius asiaticus)
- Малый зуёк (Charadrius dubius)
- Галстучник (Charadrius hiaticula)
- Большеклювый зуёк (Charadrius leschenaultii)
- Хрустан (Charadrius morinellus)
- Золотистая ржанка (Pluvialis apricaria)
- Тулес (Pluvialis squatarola)
- Кречётка (Vanellus gregarius)
- Украшенный чибис (Vanellus indicus)
- Белохвостая пигалица (Vanellus leucurus)
- Чибис (Vanellus vanellus)

#### Бекасовые(Scolopacidae)

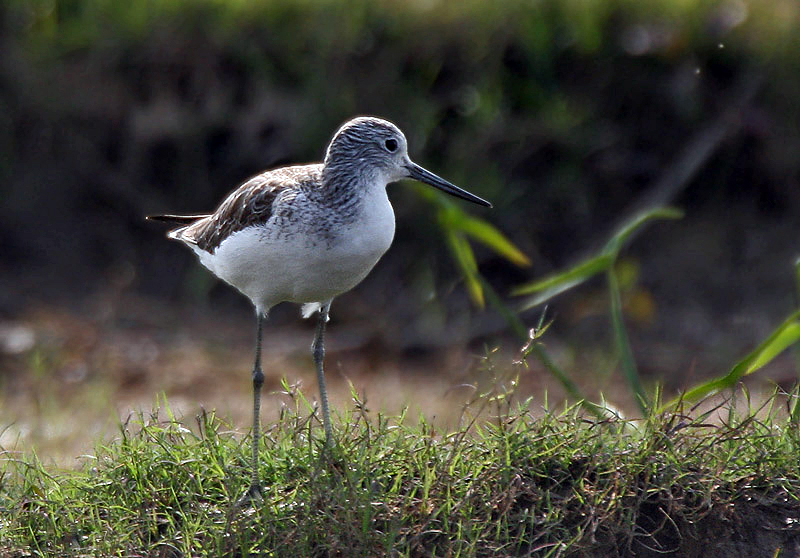
Большой улит

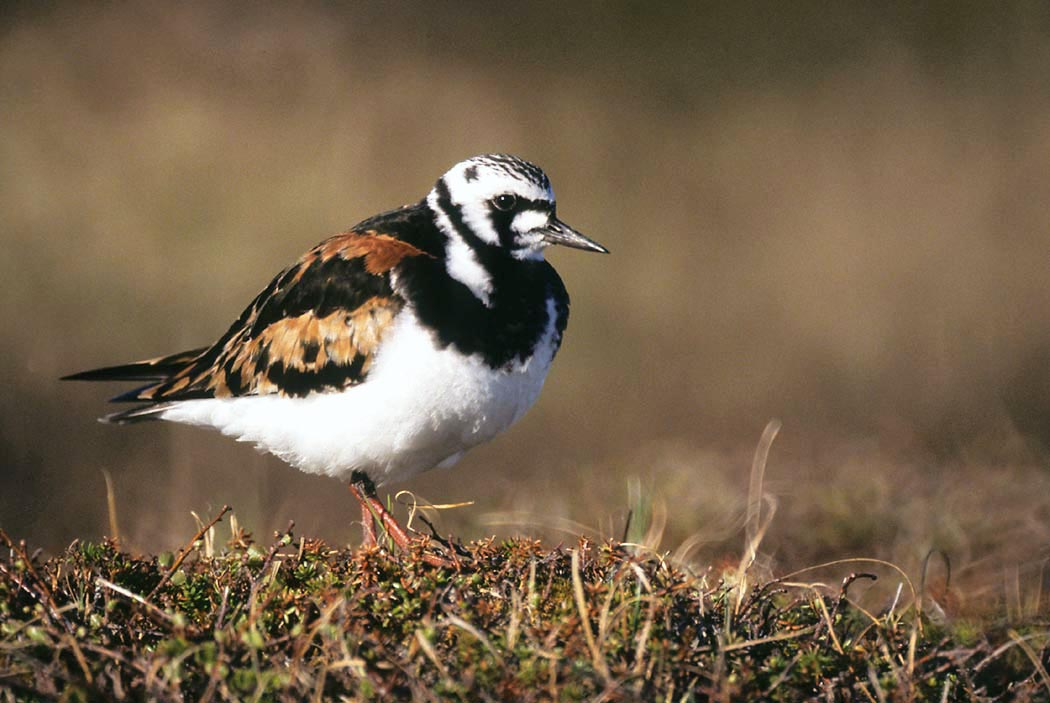
Камнешарка

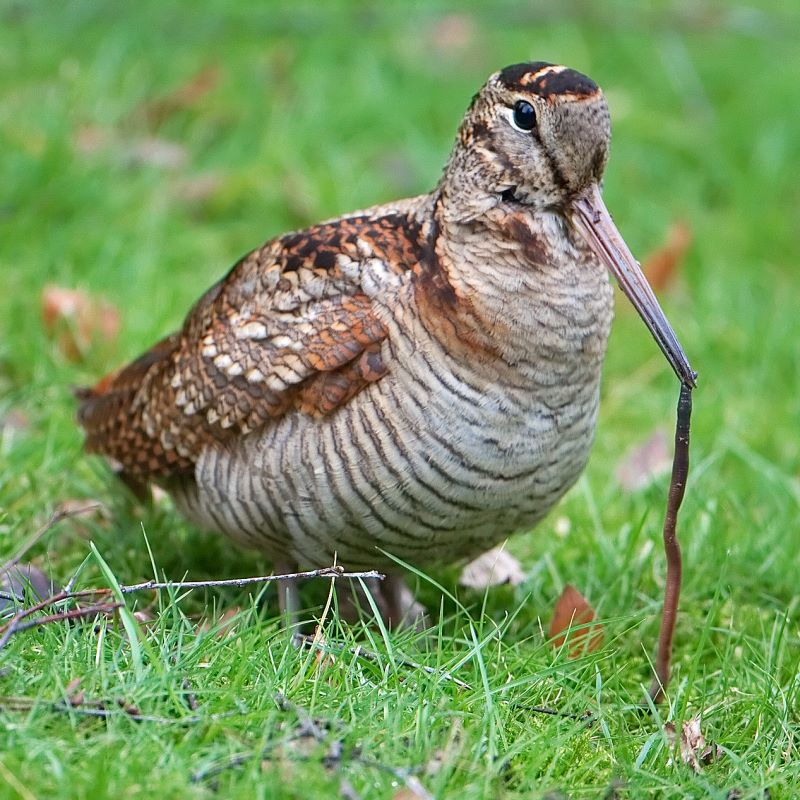
Вальдшнеп

- Обыкновенный перевозчик (Actitis hypoleucos)
- Камнешарка (Arenaria interpres)
- Песчанка (Calidris alba)
- Чернозобик (Calidris alpina)
- Исландский песочник (Calidris canutus)
- Краснозобик (Calidris ferruginea)
- Кулик-воробей (Calidris minuta)
- Белохвостый песочник (Calidris temminckii)
- Обыкновенный бекас (Gallinago gallinago)
- Дупель (Gallinago media)
- Вальдшнеп (Scolopax rusticola)
- Грязовик (Limicola falcinellus)
- Малый веретенник (Limosa lapponica)
- Большой веретенник (Limosa limosa)
- Гаршнеп (Lymnocryptes minimus)
- Большой кроншнеп (Numenius arquata)
- Средний кроншнеп (Numenius phaeopus)
- Тонкоклювый кроншнеп (Numenius tenuirostris)
- Круглоносый плавунчик (Phalaropus lobatus)
- Турухтан (Philomachus pugnax)
- Щёголь (Tringa erythropus)
- Фифи (Tringa glareola)
- Большой улит (Tringa nebularia)
- Поручейник (Tringa stagnatilis)
- Черныш (Tringa ochropus)
- Травник (Tringa totanus)
- Мородунка (Xenus cinereus)

#### Поморниковые(Stercorariidae)
- Средний поморник (Stercorarius pomarinus)

#### Чайковые(Laridae)

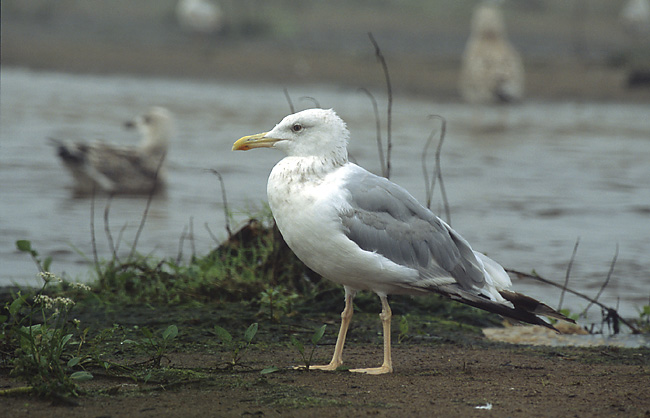
Хохотунья

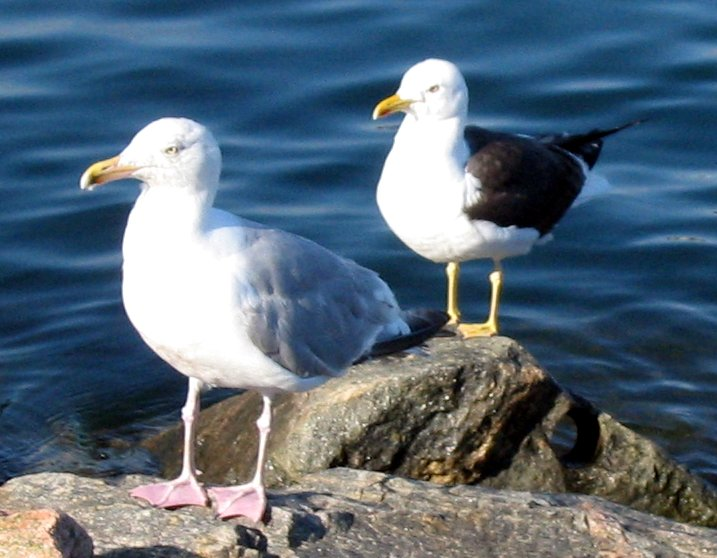
Клуша

- Армянская чайка (Larus armenicus)
- Степная чайка (Larus barabensis)
- Хохотунья (Larus cachinnans)
- Сизая чайка (Larus canus)
- Клуша (Larus fuscus)
- Морской голубок (Larus genei)
- Восточная клуша (Larus heuglini)
- Черноголовый хохотун (Larus ichthyaetus)
- Черноголовая чайка (Larus melanocephalus)
- Малая чайка (Larus minutus)
- Озёрная чайка (Larus ridibundus)

#### Крачковые(Sternidae)
- Белощёкая крачка (Chlidonias hybrida)

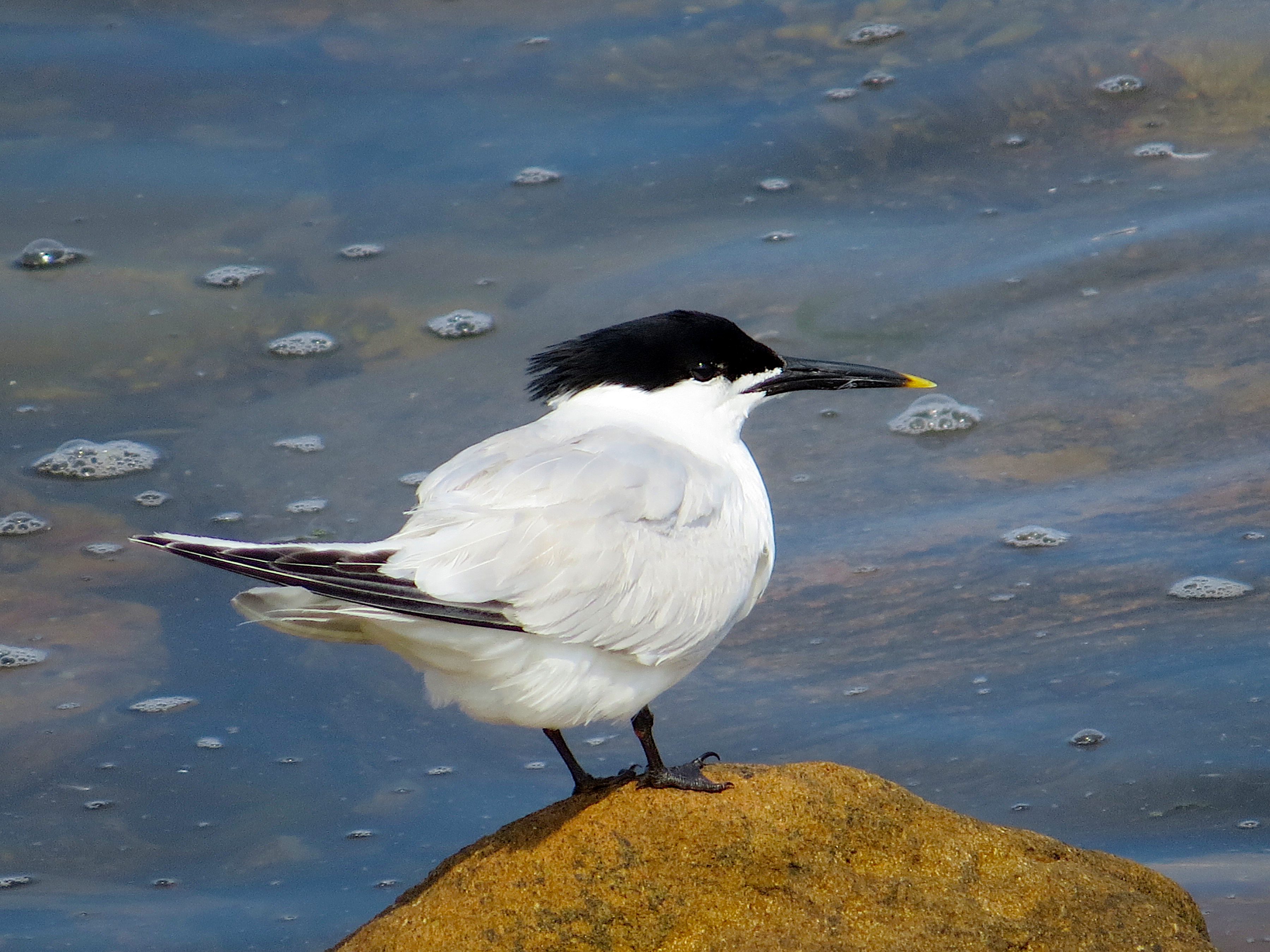
Пестроносая крачка

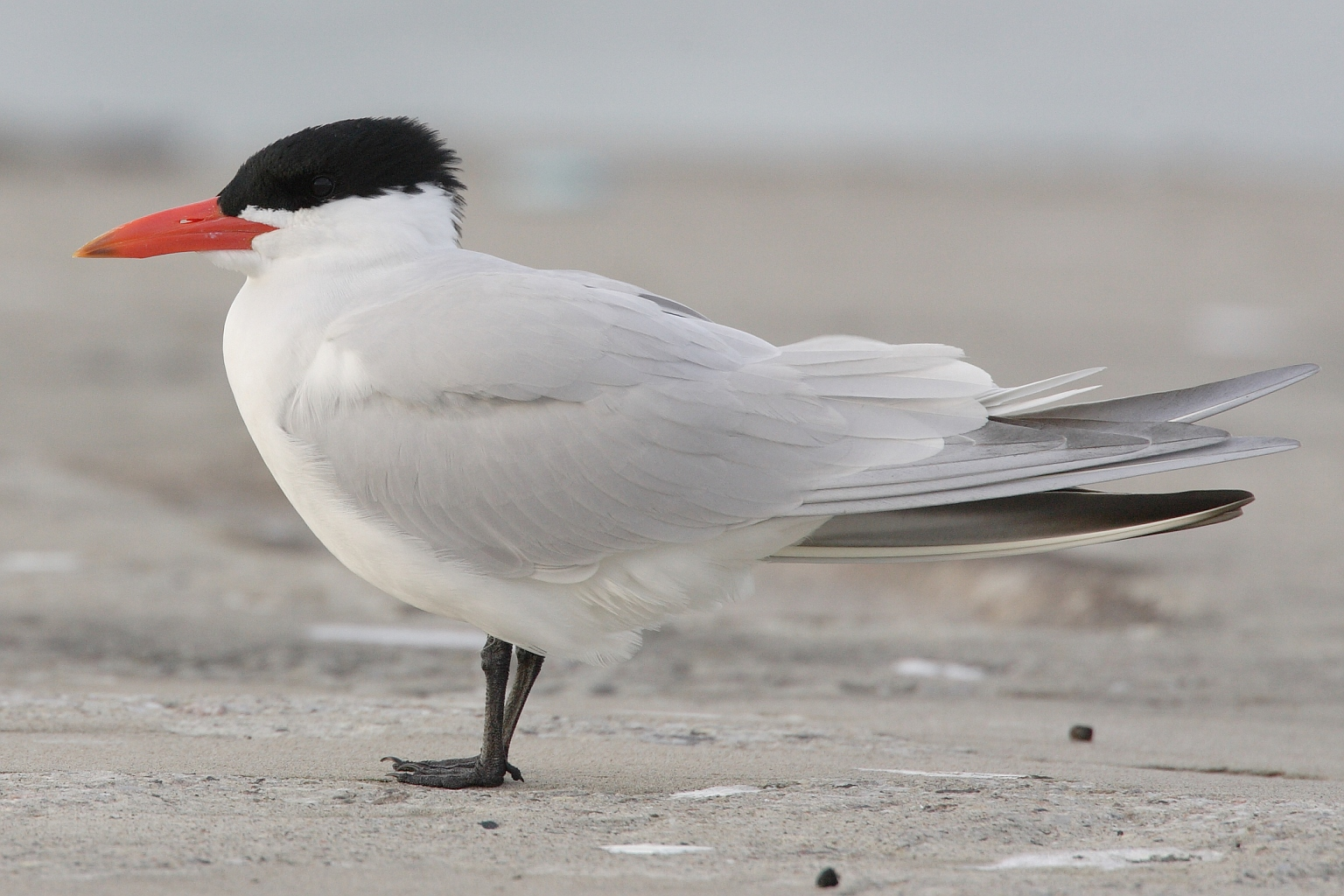
Чеграва

- Белокрылая болотная крачка (Chlidonias leucopterus)
- Чёрная болотная крачка (Chlidonias niger)
- Малая крачка (Sterna albifrons)
- Чеграва (Sterna caspia)
- Обыкновенная крачка (Sterna hirundo)
- Чайконосая крачка (Sterna nilotica)
- Пестроносая крачка (Sterna sandvicensis)

### Отряд:Рябкообразные(Columbiformes)

#### Голубиные(Columbidae)
- Сизый голубь (Columba livia)
- Клинтух (Columba oenas)
- Вяхирь (Columba palumbus)
- Кольчатая горлица (Streptopelia decaocto)
- Малая горлица (Streptopelia senegalensis)
- Обыкновенная горлица (Streptopelia turtur)

#### Рябковые(Pteroclidae)
- Белобрюхий рябок (Pterocles alchata)
- Чернобрюхий рябок (Pterocles orientalis)

### Отряд:Кукушкообразные(Cuculiformes)

#### Кукушковые(Cuculidae)
- Обыкновенная кукушка (Cuculus canorus)

### Отряд:Совообразные(Strigiformes)

#### Сипуховые(Tytonidae)
- Обыкновенная сипуха (Tyto alba)

#### Совиные(Strigidae)

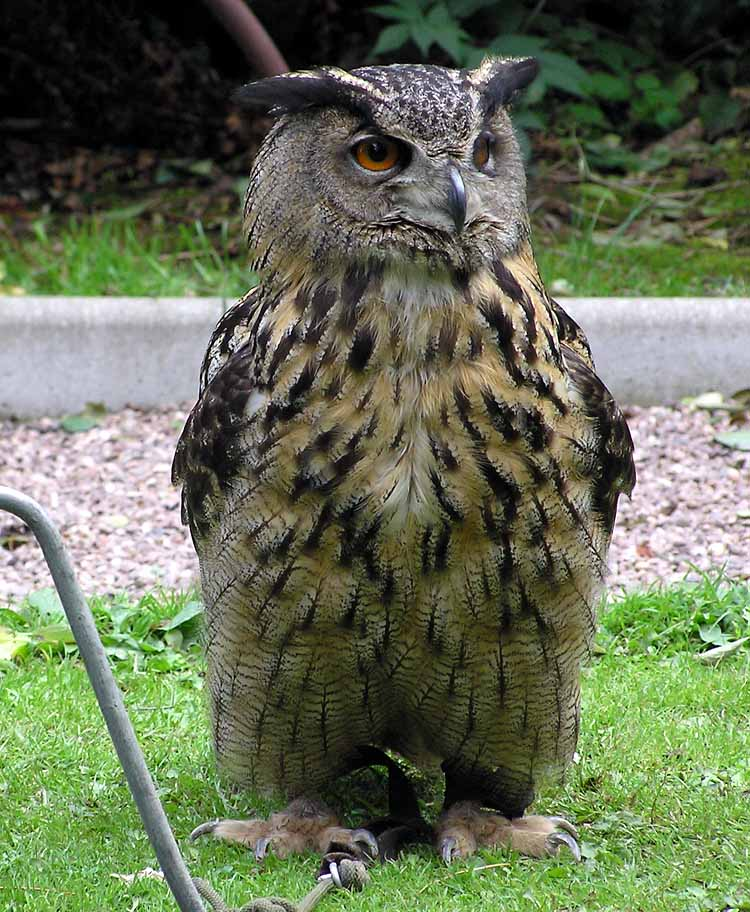
Филин

- Мохноногий сыч (Aegolius funereus)
- Болотная сова (Asio flammeus)
- Ушастая сова (Asio otus)
- Домовый сыч (Athene noctua)
- Филин (Bubo bubo)
- Обыкновенная сплюшка (Otus scops)
- Обыкновенная неясыть (Strix aluco)

### Отряд:Козодоеобразные(Caprimulgiformes)

#### Настоящие козодои(Caprimulgidae)
- Козодой (Caprimulgus europaeus)

### Отряд:Стрижеобразные(Apodiformes)

#### Стрижиные(Apodidae)
- Малый стриж (Apus affinis)
- Чёрный стриж (Apus apus)
- Белобрюхий стриж (Tachymarptis melba)

### Отряд:Ракшеобразные(Coraciiformes)

#### Зимородковые(Alcedinidae)
- Обыкновенный зимородок (Alcedo atthis)
- Красноклювая альциона (Halcyon smyrnensis)

#### Щурковые(Meropidae)
- Золотистая щурка (Merops apiaster)
- Зелёная щурка (Merops persicus)

#### Сизоворонковые(Coraciidae)
- Сизоворонка (Coracias garrulus)

#### Удодовые(Upupidae)
- Удод (Upupa epops)

### Отряд:Дятлообразные(Piciformes)

#### Дятловые(Picidae)
- Большой пёстрый дятел (Dendrocopos major)
- Средний пёстрый дятел (Dendrocopos medius)
- Малый пёстрый дятел (Dendrocopos minor)
- Белоспинный дятел (Dendrocopos leucotos)
- Сирийский дятел (Dendrocopos syriacus)
- Вертишейка (Jynx torquilla)
- Зелёный дятел (Picus viridis)

### Отряд:Воробьинообразные(Passeriformes)

#### Жаворонковые(Alaudidae)
- Полевой жаворонок (Alauda arvensis)
- Индийский жаворонок (Alauda gulgula)
- Малый жаворонок (Calandrella brachydactyla)
- Серый малый жаворонок (Calandrella rufescens)
- Рогатый жаворонок (Eremophila alpestris)
- Хохлатый жаворонок (Galerida cristata)
- Лесной жаворонок (Lullula arborea)
- Двупятнистый жаворонок (Melanocorypha bimaculata)
- Степной жаворонок (Melanocorypha calandra)
- Белокрылый жаворонок (Melanocorypha leucoptera)
- Чёрный жаворонок (Melanocorypha yeltoniensis)

#### Ласточковые(Hirundinidae)
- Городская ласточка (Delichon urbicum)
- Деревенская ласточка (Hirundo rustica)
- Скалистая ласточка (Ptyonoprogne rupestris)
- Береговушка (Riparia riparia)

#### Трясогузковые(Motacillidae)

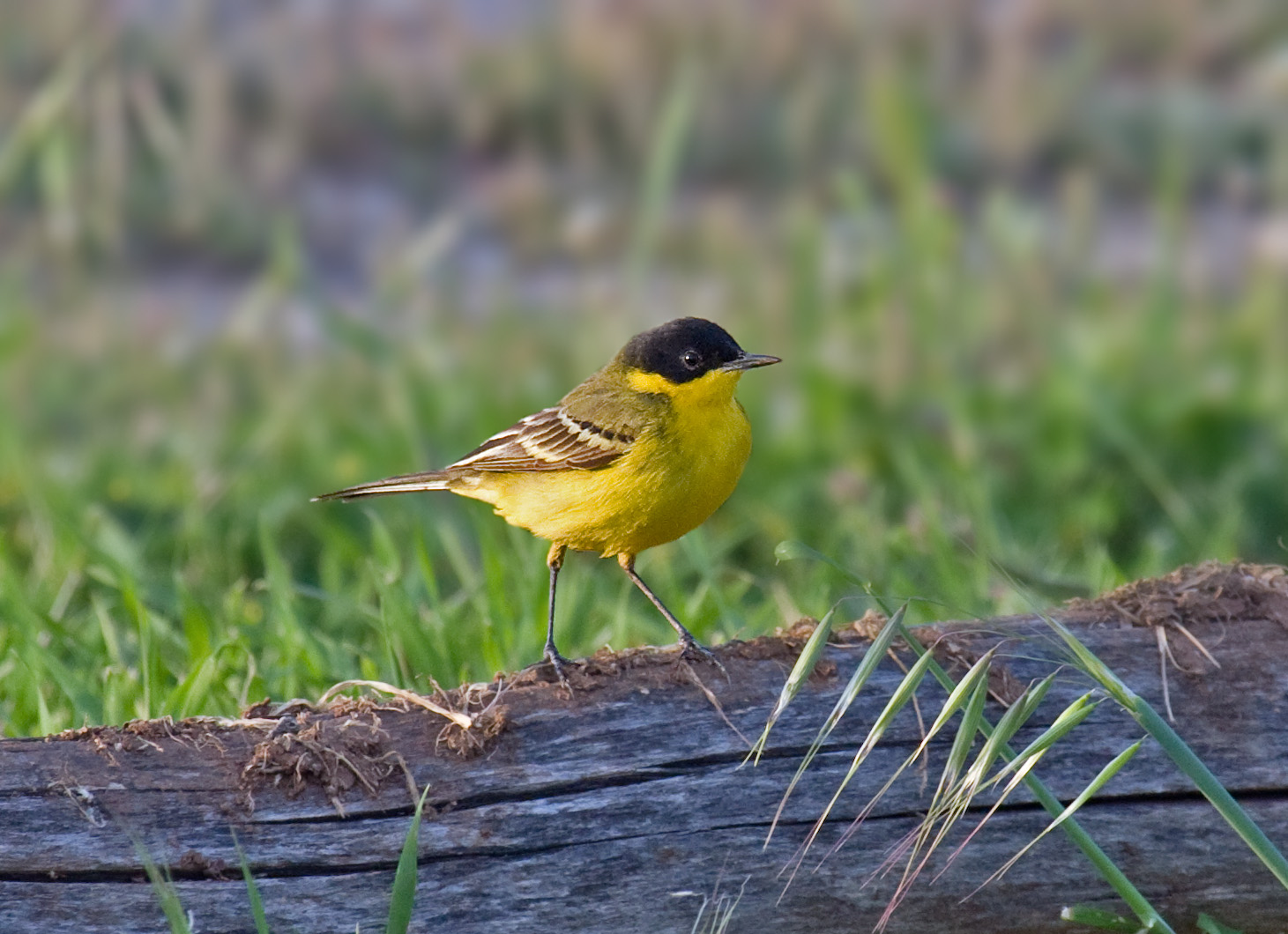
Жёлтая трясогузка

- Полевой конёк (Anthus campestris)
- Краснозобый конёк (Anthus cervinus)
- Луговой конёк (Anthus pratensis)
- Горный конёк (Anthus spinoletta)
- Лесной конёк (Anthus trivialis)
- Белая трясогузка (Motacilla alba)
- Горная трясогузка (Motacilla cinerea)
- Желтоголовая трясогузка (Motacilla citreola)
- Жёлтая трясогузка (Motacilla flava)

#### Корольки(Regulidae)
- Желтоголовый королёк (Regulus regulus)

#### Свиристелевые(Bombycillidae)
- Свиристель (Bombycilla garrulus)

#### Оляпковые(Cinclidae)
- Оляпка (Cinclus cinclus)

#### Крапивниковые(Troglodytidae)
- Крапивник (Troglodytes troglodytes)

#### Завирушки(Prunellidae)
- Альпийская завирушка (Prunella collaris)
- Лесная завирушка (Prunella modularis)
- Пёстрая завирушка (Prunella ocularis)

#### Дроздовые(Turdidae)

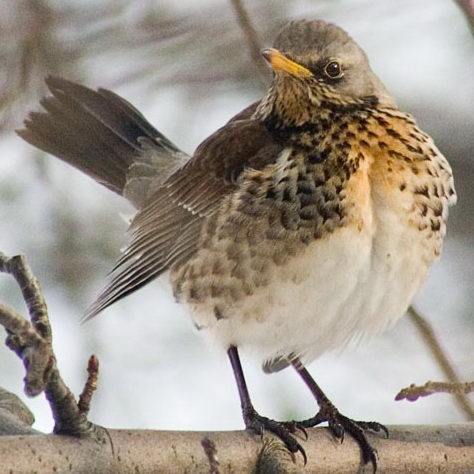
Рябинник

- Пёстрый каменный дрозд (Monticola saxatilis)
- Синий каменный дрозд (Monticola solitarius)
- Белобровик (Turdus iliacus)
- Чёрный дрозд (Turdus merula)
- Певчий дрозд (Turdus philomelos)
- Рябинник (Turdus pilaris)
- Краснозобый дрозд (Turdus ruficollis)
- Белозобый дрозд (Turdus torquatus)
- Деряба (Turdus viscivorus)

#### Короткокрылые камышовки(Cettiidae)
- Широкохвостая камышовка (Cettia cetti)

#### Megaluridae
- Индийская камышовка (Acrocephalus agricola)
- Дроздовидная камышовка (Acrocephalus arundinaceus)
- Садовая камышовка (Acrocephalus dumetorum)
- Тонкоклювая камышовка (Acrocephalus melanopogon)
- Камышовка-барсучок (Acrocephalus schoenobaenus)
- Болотная камышовка (Acrocephalus palustris)
- Тростниковая камышовка (Acrocephalus scirpaceus)
- Северная бормотушка (Hippolais caligata)
- Зелёная пересмешка (Hippolais icterina)
- Пустынная пересмешка (Hippolais languida)
- Бледная пересмешка (Hippolais pallida)
- Обыкновенный сверчок (Locustella naevia)
- Соловьиный сверчок (Locustella luscinioides)
- Пеночка-теньковка (Phylloscopus collybita)
- Пеночка-трещотка (Phylloscopus sibilatrix)
- Среднеазиатская теньковка (Phylloscopus sindianus)
- Зелёная пеночка (Phylloscopus trochiloides)
- Пеночка-весничка (Phylloscopus trochilus)
- Славка-черноголовка (Sylvia atricapilla)
- Садовая славка (Sylvia borin)
- Восточноорфейская славка (Sylvia crassirostris)
- Серая славка (Sylvia communis)
- Славка-завирушка (Sylvia curruca)
- Певчая славка (Sylvia hortensis)
- Белоусая славка (Sylvia mystacea)
- Пустынная славка (Sylvia nana)
- Ястребиная славка (Sylvia nisoria)

#### Мухоловковые(Muscicapidae)
- Тугайный соловей (Cercotrichas galactotes)
- Зарянка (Erithacus rubecula)
- Мухоловка-белошейка (Ficedula albicollis)
- Мухоловка-пеструшка (Ficedula hypoleuca)
- Малая мухоловка (Ficedula parva)

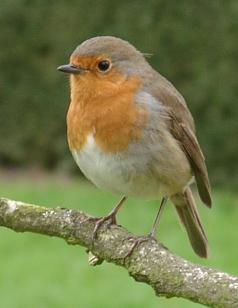
Зарянка

- Полуошейниковая мухоловка (Ficedula semitorquata)
- Соловей-белошейка (Irania gutturalis)
- Обыкновенный соловей (Luscinia luscinia)
- Южный соловей (Luscinia megarhynchos)
- Варакушка (Luscinia svecica)
- Серая мухоловка (Muscicapa striata)
- Горихвостка-чернушка (Phoenicurus ochruros)
- Обыкновенная горихвостка (Phoenicurus phoenicurus)
- Пустынная каменка (Oenanthe deserti)
- Черношейная каменка (Oenanthe finschii)
- Испанская каменка (Oenanthe hispanica)
- Каменка-плясунья (Oenanthe isabellina)
- Обыкновенная каменка (Oenanthe oenanthe)
- Каменка-плешанка (Oenanthe pleschanka)
- Западная златогузая каменка (Oenanthe xanthoprymna)
- Краснобрюхая горихвостка (Phoenicurus erythrogaster)
- Луговой чекан (Saxicola rubetra)
- Черноголовый чекан (Saxicola rubicola)
- Сибирский чекан (Saxicola maura)

#### Толстоклювые синицы(Paradoxornithidae)
- Усатая синица (Panurus biarmicus)

#### Длиннохвостые синицы(Aegithalidae)
- Длиннохвостая синица (Aegithalos caudatus)

#### Поползневые(Sittidae)
- Обыкновенный поползень (Sitta europaea)
- Малый скалистый поползень (Sitta neumayer)
- Большой скалистый поползень (Sitta tephronota)
- Краснокрылый стенолаз (Tichodroma muraria)

#### Пищуховые(Certhiidae)
- Короткопалая пищуха (Certhia brachydactyla)
- Обыкновенная пищуха (Certhia familiaris)

#### Синицевые(Paridae)

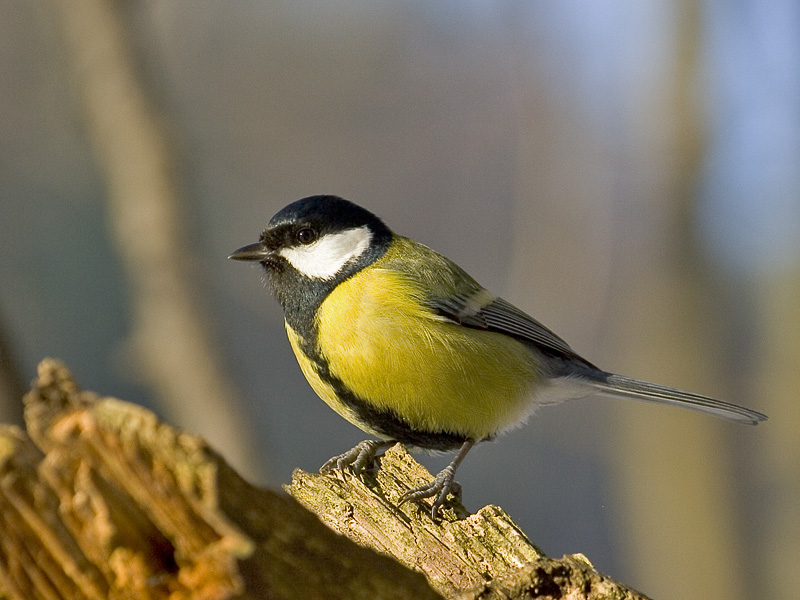
Большая синица

- Обыкновенная лазоревка (Cyanistes caeruleus)
- Хохлатая синица (Lophophanes cristatus)
- Бухарская синица (Parus bokharensis)
- Большая синица (Parus major)
- Московка (Periparus ater)
- Гирканская гаичка (Poecile hyrcanus)
- Средиземноморская гаичка (Poecile lugubris)
- Обыкновенный ремез (Remiz pendulinus)

#### Иволговые(Oriolidae)
- Обыкновенная иволга (Oriolus oriolus)

#### Сорокопутовые(Laniidae)
- Обыкновенный жулан (Lanius collurio)
- Рыжехвостый жулан (Lanius isabellinus)
- Пустынный сорокопут (Lanius meridionalis)
- Чернолобый сорокопут (Lanius minor)
- Красноголовый сорокопут (Lanius senator)

#### Врановые(Corvidae)

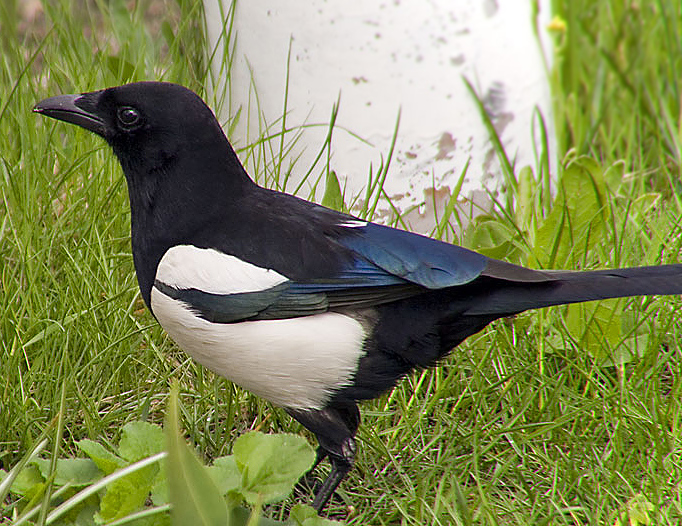
Обыкновенная сорока

- Обыкновенный ворон (Corvus corax)
- Серая ворона (Corvus cornix)
- Чёрная ворона (Corvus corone)
- Грач (Corvus frugilegus)
- Галка (Corvus monedula)
- Сойка (Garrulus glandarius)
- Обыкновенная сорока (Pica pica)
- Альпийская галка (Pyrrhocorax graculus)

#### Скворцовые(Sturnidae)
- Розовый скворец (Pastor roseus)
- Обыкновенный скворец (Sturnus vulgaris)

#### Овсянковые(Emberizidae)

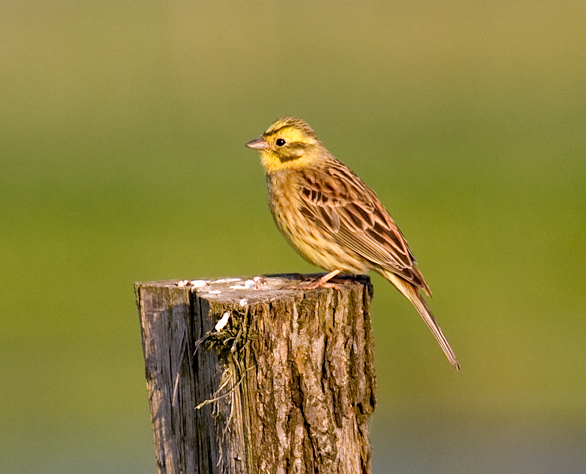
Обыкновенная овсянка

- Скальная овсянка (Emberiza buchanani)
- Красноклювая овсянка (Emberiza caesia)
- Просянка (Emberiza calandra)
- Горная овсянка (Emberiza cia)
- Огородная овсянка (Emberiza cirlus)
- Обыкновенная овсянка (Emberiza citrinella)
- Садовая овсянка (Emberiza hortulana)
- Черноголовая овсянка (Emberiza melanocephala)
- Тростниковая овсянка (Emberiza schoeniclus)

#### Вьюрковые(Fringillidae)
- Чечевичник-трубач (Bucanetes githaginea)
- Коноплянка (Carduelis cannabina)
- Черноголовый щегол (Carduelis carduelis)
- Обыкновенная зеленушка (Carduelis chloris)
- Горная чечётка (Carduelis flavirostris)
- Большая чечевица (Carpodacus rubicilla)
- Чиж (Carduelis spinus)
- Обыкновенная чечевица (Carpodacus erythrinus)
- Зяблик (Fringilla coelebs)
- Вьюрок (Fringilla montifringilla)

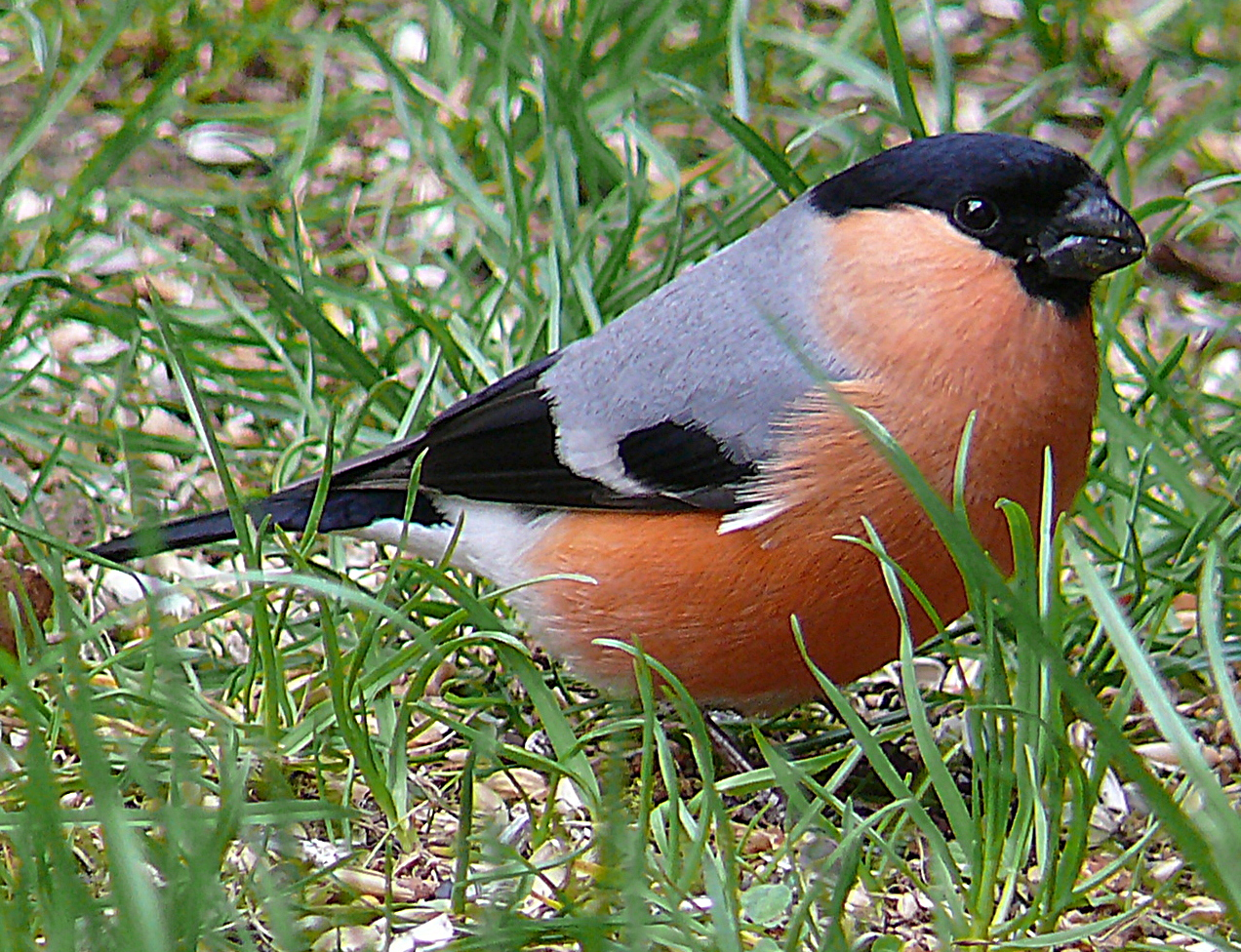
Снегирь

- Обыкновенный дубонос (Coccothraustes coccothraustes)
- Клёст-еловик (Loxia curvirostra)
- Снегирь (Pyrrhula pyrrhula)
- Монгольский вьюрок (Rhodopechys mongolica)
- Краснокрылый чечевичник (Rhodopechys sanguinea)
- Корольковый вьюрок (Serinus pusillus)

#### Воробьиные(Passeridae)
- Снежный вьюрок (Carpospiza brachydactyla)
- Снежный вьюрок (Montifringilla nivalis)
- Домовый воробей (Passer domesticus)
- Черногрудый воробей (Passer hispaniolensis)
- Полевой воробей (Passer montanus)
- Каменный воробей (Petronia petronia)